# Kefalos
Kefalos (griechisch Κέφαλος (f. sg.)) ist eine Kleinstadt auf der gleichnamigen Halbinsel Kefalos der griechischen Insel Kos.

## Lage, Geographie, Verkehr
Westlich einer 1,6 km schmalen Landenge der Insel Kos liegt die Kefalos-Halbinsel (Κέφαλος χερσόνησος) mit dem 426 m hohen Berg Latra (auch Lathra bzw. Λάτρα, früher als Prion bezeichnet) im äußersten Süden.
Die Kleinstadt Kefalos liegt rund 3,5 Kilometer südwestlich von dieser Landenge und rund 42 Kilometer südwestlich der Stadt Kos bzw. rund 33 Kilometer Luftlinie auf etwa 100 Meter über Meer (Zentrum der Stadt) auf einem Hochplateau. Kefalos vorgelagert ist der Golf von Kefalos. Die zwischen Kos und Kefalos verlaufende Hauptverbindungsstraße der Insel endet hier. Vom Flughafen Kos ist Kefalos etwa 13 km Luftlinie entfernt (rund 17 Straßenkilometer).
Kefalos vorgelagert ist Kamari, welches der Hafen für Kefalos ist (etwa ein Kilometer südöstlich von Kefalos).  Kamari ist sehr touristisch ausgeprägt. Von der Stadt Kefalos aus können gut die Ansiedlung Kambos und die in der Bucht davor liegenden zwei kleinen Inseln gesehen werden. Auf der größeren, Kastri (Καστρί), liegt die Kapelle Agios Nikolaos (Άγιος Νικόλαος). Gegenüber der kleinen Insel Kastri am Strand bei Kambos befinden sich die Ruinen zweier Kirchen (Agios Stefanos), welche der Bucht auch den Namen gaben.

## Geschichte
Aufgrund der 1922 erfolgten Ausgrabungen in der Höhle von Aspri Petra ist belegt, dass es bereits in der Jungsteinzeit eine Besiedelung der Halbinsel Kefalos gab. In der Nähe von Kefalos (etwa 3 Kilometer entfernt) lag in der Antike der Hauptort von Kos: Astypalaia (Ἀστυπάλαια). Hippokrates von Kos (* um 460 v. Chr.; † um 370 v. Chr.), einer der berühmtesten Ärzte des Altertums, soll in der Nähe dieser alten Hauptstadt geboren worden sein. Durch das Erdbeben 213 v. Chr. wurden auf der Halbinsel Kefalos die meisten alten Bauten zerstört.
Im Juni 1457 folgte eine Belagerung der Insel Kos durch das Osmanische Reich. Nachdem die Festung Neratzia in der Stadt Kos und die Burg Peripato sowie die Umgebung aufgegeben worden waren, zog sich die Inselbevölkerung (12.000 Menschen) in die Festungen Palio Pyli, die Festung bei Kefalos und die Festung Andimachia zurück. Die Ruinen der mittelalterlichen Burg des Johanniterordens in der Nähe von Kefalos zeugen noch von der strategischen Wichtigkeit der Bucht noch im Mittelalter.
1915 kehrte die Suffren, ein Linienschiff der französischen Marine zu ihrem Ankerplatz bei Kamari zurück und kollidierte mit dem britischen Frachter Saint Oswald, der Pferde von Gallipoli evakuierte. Der Frachter Saint Oswald sank und die Suffren wurde erheblich beschädigt.

## Bevölkerung und politische Gliederung
Kefalos gehört zum Gemeindebezirk Iraklidis der 6826 Personen beheimatet (2011). Der Gemeindebezirk Iraklidis ist in drei Stadtbezirke untergliedert. Innerhalb des  Stadtbezirks Kefalos (Δημοτική Κοινότητα Κεφάλου) leben 2638 Personen (2011). In der Kleinstadt Kefalos selbst leben 2156 Personen, im Ort Kamari (Καμάρι (n. sg.)) 154 Personen, in Kambos (Κάμπος (m. sg.)) 228 Personen und in Onia (Όνια (f. sg.)) 100 Personen (alle Angaben Stand: 2011).
| Jahr                 | 1905 | 1947 | 1951 | 1961 | 1971 | 1981 | 1991 | 2001 | 2011 |
| -------------------- | ---- | ---- | ---- | ---- | ---- | ---- | ---- | ---- | ---- |
| Bevölkerungs- anzahl | 1405 | 1809 | 1886 | 1861 | 2197 | 2072 | 2451 | 2609 | 2638 |

## Sehenswürdigkeiten
In der Umgebung der Stadt Kefalos befinden sich einige Sehenswürdigkeiten:
- Aspri Petra, eine Felsformation und Höhle,
- Agios Stefanos,
- Traditionelles Haus (Volkskundemuseum), in dem das damalige landwirtschaftliche Leben dargestellt wird. Daneben befindet sich eine traditionelle Windmühle
- Golf von Kefalos mit Hafen, mehreren Stränden, Tourismusanlagen und Ressorts.